# النا ورونکینا
النا ورونکینا (انگلیسی: Elena Voronkina؛ زادهٔ ۲۳ ژوئن ۱۹۷۳) بازیکن والیبال اهل اوکراین است.